# Bayford Brook
Der Bayford Brook ist ein Wasserlauf in Hertfordshire, England. Er entsteht nordöstlich von Bayford und fließt in nördlicher Richtung bis zu seiner Mündung in den River Lea westlich von Hertford.